# Draž

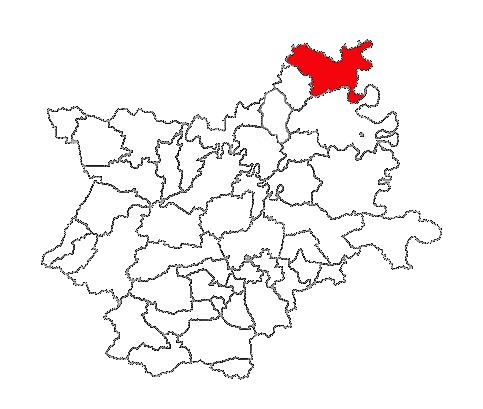
Lage der Gemeinde Draž in der Gespanschaft Osijek-Baranja

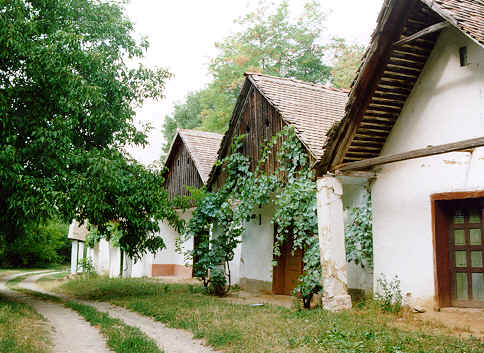
Häuser der Šokci

Draž (ungarisch Darázs) ist eine kroatische Gemeinde mit 1949 Einwohnern (2021) nahe der kroatisch-ungarischen Grenze und befindet sich in der Gespanschaft Osijek-Baranja. Administrativ gehören zur Gemeinde weitere fünf Siedlungen.

## Siedlungen der Gemeinde
Laut der letzten Volkszählung von 2021 hatte die Gemeinde Draž mit allen Siedlungen zusammen 1949 Einwohner.
- Batina (Kiskőszeg) – 594
- Draž (Darázs) – 355
- Duboševica (Dályok) – 393
- Gajić (Hercegmárok) – 232
- Podolje (Nagybodolya) – 88
- Topolje (Izsép) – 287

## Geographie
Der Ort liegt etwa 44 Kilometer nördlich von Osijek und 24 Kilometer östlich von Beli Manastir. Die ungarische Staatsgrenze ist etwa 16 Kilometer entfernt und bis nach Serbien sind es ca. 6 Kilometer.

## Geschichte
Der Ort wurde bereits in der Jungsteinzeit besiedelt. Im Jahr 1986 wurden östlich, auf einem Acker, verschiedene Keramikfragmente aus dieser Zeit gefunden. Außerdem fand man Spuren und archäologische Exponate, die auf eine Siedlung im frühen Mittelalter hindeuten.
Draž wird zum ersten Mal im Jahr 1263 urkundlich erwähnt. Im Jahr 1526 wurde der Ort, so wie die ganze Region, von den Türken erobert und besetzt. 
Während des Großen Türkenkrieges im Jahre 1687 wurde die Region von der türkischen Herrschaft befreit und Prinz Eugen von Savoyen erhielt das Gebiet als königliche Schenkung für seine militärischen Verdienste. Bis zu Eugen Savoyens Tod war Draž Teil seines Herrschaftsanwesens in Bilje. Im Jahr 1736 gingen das Gut und die Ländereien an die Hofkammer über und Maria Theresia schenkte 1780 das Anwesen ihrer Tochter Erzherzogin Maria Christina und deren Ehemann Prinz Albert Kasimir. Später erbte das Gut Erzherzog Karl und es blieb bis zum 1. Weltkrieg im Besitz seines Bruders Friedrich. 
Nach dem Ende des Ersten Weltkrieges und bis zum Friedensvertrag von Trianon gehörte die Region zum Komitat Baranya. Im Jahr 1918 wurde es dem neuen Königreich Jugoslawien zugesprochen. Während des 2. Weltkrieges, von 1941 bis 1945, gehörte das Gebiet wieder zu Ungarn. Nach Ende des Zweiten Weltkrieges folgte dann die Eingliederung in die SFR Jugoslawien. 
Nach der Unabhängigkeit Kroatiens 1991 und dem darauffolgenden Kroatienkrieg fiel der Ort in die Hände der aufständischen Serben. Die nichtserbische Bevölkerung wurde teilweise vertrieben. Im Jahr 1998 wurde Draž und die südliche Baranja zusammen mit Syrmien per Friedensabkommen an Kroatien friedlich zurückgegeben.

## Bevölkerung
| Bevölkerungsentwicklung | Bevölkerungsentwicklung | Bevölkerungsentwicklung | Bevölkerungsentwicklung | Bevölkerungsentwicklung | Bevölkerungsentwicklung | Bevölkerungsentwicklung | Bevölkerungsentwicklung | Bevölkerungsentwicklung | Bevölkerungsentwicklung | Bevölkerungsentwicklung | Bevölkerungsentwicklung | Bevölkerungsentwicklung | Bevölkerungsentwicklung | Bevölkerungsentwicklung | Bevölkerungsentwicklung | Bevölkerungsentwicklung |
| ----------------------- | ----------------------- | ----------------------- | ----------------------- | ----------------------- | ----------------------- | ----------------------- | ----------------------- | ----------------------- | ----------------------- | ----------------------- | ----------------------- | ----------------------- | ----------------------- | ----------------------- | ----------------------- | ----------------------- |
| 1857                    | 1869                    | 1880                    | 1890                    | 1900                    | 1910                    | 1921                    | 1931                    | 1948                    | 1953                    | 1961                    | 1971                    | 1981                    | 1991                    | 2001                    | 2011                    | 2021                    |
| 1773                    | 1817                    | 1882                    | 2129                    | 2238                    | 2259                    | 3105                    | 1844                    | 1468                    | 1407                    | 1365                    | 1185                    | 910                     | 840                     | 623                     | 505                     | 355                     |

## Kultur und Sehenswürdigkeiten
- Die Kirche der Heiligen Barbara wurde 1839 im spätbarocken Klassizismus in der Nähe des Dorffriedhofs erbaut. Auf dem weitläufigen Plateau vor der Kirche befindet sich ein steinernes Kruzifix der Heiligen Maria aus dem 18. Jahrhundert. Die Kirche ist ein einschiffiger Bau mit rechteckigem Grundriss und einer halbrunden Apsis. Die Kirche wurde während des Kroatienkrieges stark beschädigt.[5]